# S-21
S-21 (imenovana tudi S21, krajše za Soseska-21) je naziv za urbano naselje na desnem bregu reke Drave v Mariboru, zgrajeno konec 60-ih in v začetku 70-ih let prejšnjega stoletja. Umeščeno je v kare med Cesto proletarskih brigad in Jadransko cesto in v celoti spada v Mestno četrt Tabor, ki ima v tem naselju tudi svoj sedež.

## Zgodovina
Urbanistično zasnovo in s tem tudi podlago za poimenovanje je izdelal mariborski Zavod za urbanizem v letu 1965 in sicer arhitekta Janez Kreševič ter Marjan Škerbinc. Zaradi povečanega merila stanovanjskih objektov postavljenih v odprt prostor, so se povečali tudi razmaki med njimi, tako da je prevladovalo ohlapno oblikovanje zunanjih površin. Pri zasnovi stanovanjskih blokov so bili za tisti čas uporabljeni celovitejši arhitekturno-urbanističnim prijemi. Naselje je med leti 1968 in 1972 zgradilo podjetje Konstruktor iz Maribora, ko so se vanj pričeli preseljevati številni prebivalci. 

## Geografija
Naselje se nahaja v Mestni četrti Tabor in je umeščeno med Cesto proletarskih brigad na jugu, Jadransko cesto na vzhodu, Fochevo ulico na severu, medtem ko ga na zahodnem robu v veliki meri obdaja Hoška ulica. Sestavlja ga pet stolpnic z 10 nadstropji in pet večstanovanjskih blokov, različnih oblik in velikosti. Središče naselja se nahaja pri križišču med Regentovo in Rapočevo ulico. 

## Infrastruktura
Naselja se ponaša z veliko funkcionalnostjo, saj se poleg stanovanjskih objektov v njem nahaja tudi veliko zelenih površin, športno igrišče, poslovni objekt s trgovinsko in gostinsko dejavnostjo, glasbena šola, varstveno-delovni center, sedež mestne četrti (nekdaj krajevne skupnosti) več garažnih hiš in zunanja parkirišča. V neposredni bližini se nahajajo tudi OŠ Angela Besednjaka, Vrtec Jožice Flander, srednje šole, glavna gasilska postaja in več trgovskih centrov. 

## Upravni položaj
Od leta 1996, ko je bil sprejet Odlok o razdelitvi Mestne občine Maribor na mestne četrti in krajevne skupnosti  spada naselje v celoti v Mestno četrt Tabor. Pred tem je naselje S-21 skupaj z blokovskim stanovanjskim naseljem ob Dalmatinski in Beograjski ulici ter z bližnjimi ulicami, kjer prevladuje individualna stanovanjska gradnja (Beograjska, Dalmatinska, Hoška, Parmova, Poštelska, Zagata in manjši del Ljubljanske ter Betnavske ulice) tvorilo samostojno Krajevno skupnost Jožice Flander v okviru nekdanje Občine Maribor-Tabor. 

## Ulice
V naselju S-21 se nahajajo naslednje ulice:
Ferkova ulica – imenovana po kirurgu Feliksu Ferku, rojenem leta 1846 v Koreni pri Mariboru. Po študiju v Gradcu je nekaj let delal kot družinski zdravnik, nakar se je leta 1866 zaposlil kot kirurg v mariborski bolnišnici. Poznan je bil tudi kot član številnih slovenskih organizacij v Mariboru in mecen mnogim dijakom. Umrl je leta 1915.
Rapočeva ulica – po osvoboditvi so ulico poimenovali po pravniku Francu Rapocu. Rojen je bil 1842 v Sv. Petru pri Mariboru (Malečnik). Po diplomi iz prava na Univerzi na Dunaju je postal odvetni
ški pripravnik v Mariboru in kasneje notar. Poznan je tudi kot ustanovitelj prve tiskarne v Mariboru in Rapočeve dijaške ustanove. Umrl je leta 1882 v Mariboru.
Regentova ulica – leta 1968 so novo ulico na Taboru poimenovali po politiku in publicistu Ivanu Regentu, rojenemu leta 1884 v Kontovelu pri Trstu. Po 2. svetovni vojni je opravljal številne pomembne politične funkcije, bil je poslanec republiške in zvezne skupščine, podpredsednik prezidija skupščine in predsednik izseljenske matice. Umrl je leta 1967. 

## Znani prebivalci
- Sven Dodlek (*1995), nogometaš,
- Timotej Dodlek (*1995), nogometaš,
- Gašper Fištravec (*1987), veslač,
- Vojko Flis (*1955), kirurg in profesor,
- Marko Ranilovič (*1986), nogometaš in
- Branimir Ritonja (*1961), fotograf.